# 獣拳戦隊ゲキレンジャー/道
「獣拳戦隊ゲキレンジャー/道」（じゅうけんせんたいゲキレンジャー /タオ）は、谷本貴義、および水木一郎の6枚目のシングル。2007年3月7日にコロムビアミュージックエンタテインメントから発売された。

## 概要
スーパー戦隊シリーズ第31作『獣拳戦隊ゲキレンジャー』の主題歌を収録したシングル。
主題歌を歌う谷本貴義は、本楽曲で初めてスーパー戦隊シリーズの楽曲を担当した。谷本はサビの最高音はチャレンジであったといい、コンペ段階からより高い音を求められていたことを語っている。また、歌唱にあたっては、子供番組の主題歌であることから発音には非常に気を遣ったという。
エンディングテーマは、学生時代からファンだったというプロデューサーの塚田英明の依頼により水木一郎が担当。水木はこれまで挿入歌などでの参加はあったが、戦隊シリーズのTV作品の主題歌を担当するのは本作が初となる。主題歌シングルはオリコンチャートで最高位16位を記録。水木は、それまでの39年の歌手生活で初めてのトップ20のランクインとなった。

## 収録曲
1. 獣拳戦隊ゲキレンジャー [4:43]
歌：谷本貴義
作詞：及川眠子、作曲：岩崎貴文、編曲：京田誠一
コーラス：ヤング・フレッシュ
修行その3・11・12・15・18・23・30・47では挿入歌として、修行その1・5・10ではインストゥルメンタル版が、修行その26・42ではインストゥルメンタル版と併用して使用された。
2. 道 [3:39]
歌：水木一郎
作詞：藤林聖子、作曲：前田克樹、編曲：三宅一徳
コーラス：ヤング・フレッシュ
修行その38ではインストゥルメンタル版と併用して使用された。
3. 獣拳戦隊ゲキレンジャー（オリジナル・カラオケ）
4. 道（オリジナル・カラオケ）

## カバー
獣拳戦隊ゲキレンジャー
- 中村繪里子 - 2009年発売のアルバム『百歌声爛 女性声優編III』に収録。